# Kollavaripalli, Bagepalli
Kollavaripalli là một làng thuộc tehsil Bagepalli, huyện Chikkaballapur, bang Karnataka, Ấn Độ.